# Gerard Maarse
Gerardus Maarse (Wilnis, 1 maart 1929 - Ermelo, 27 december 1989) was een Nederlands langebaanschaatser.

## Biografie
Maarse werd in 1955 Nederlands kampioen allround en nam in 1952 en 1956 deel aan de Olympische Spelen. Maarse was begin 1954 de eerste Nederlandse schaatser die op hoge noren reed tijdens wedstrijden bij het 75-jarig jubileum van Thialf. In 1959 werd hij derde bij het Nederlands kampioenschap kortebaanschaatsen (wedstrijd op natuurijs over 160 meter in rechte lijn), in dat jaar verreden in Groningen.
Na zijn actieve loopbaan werd hij op 2 december 1972 bondscoach van de kernploeg bij de dames als opvolger van de Friese oud-kortebaanrijder Egbert van der Ploeg die door de bond werd aangewezen als opvolger van Kees Broekman.

### Medaillespiegel
| Kampioenschap              | 1947 | 1948 | 1949 | 1950 | 1951   | 1952 | 1953 | 1954 | 1955 | 1956  |
| -------------------------- | ---- | ---- | ---- | ---- | ------ | ---- | ---- | ---- | ---- | ----- |
| NK Allround Klassement     | -    | -    | -    | -    | Zilver | -    | -    | -    | Goud | Brons |
| EK allround Klassement     | -    | -    | -    | -    | -      | 13   | 16   | 14   | 19   | 18    |
| WK allround eindklassement | -    | -    | -    | -    | -      | 16   | 20   | -    | 20   | 21    |
| Olympische Spelen 500m     | -    | -    | -    | -    | -      | 8    | -    | -    | -    | 22    |
| Olympische Spelen 1500m    | -    | -    | -    | -    | -      | 12   | -    | -    | -    | 12    |
| Olympische Spelen 5000m    | -    | -    | -    | -    | -      | -    | -    | -    | -    | 18    |

## Persoonlijke records
| Afstand      | Tijd    | Datum           | Baan     |
| ------------ | ------- | --------------- | -------- |
| 500 meter    | 42,9    | 24 januari 1953 | Davos    |
| 1000 meter   | 1.30,4  | 2 februari 1954 | Davos    |
| 1500 meter   | 2.13,1  | 30 januari 1956 | Misurina |
| 3000 meter   | 4.56,3  | 4 januari 1956  | Hamar    |
| 5000 meter   | 8.11,1  | 29 januari 1956 | Misurina |
| 10.000 meter | 17.12,3 | 12 januari 1956 | Davos    |